# Enzklösterle
Enzklösterle település Németországban, azon belül Baden-Württembergben. Lakosainak száma 1404 fő (2023. december 31.). Enzklösterle Simmersfeld, Seewald, Forbach, Gernsbach és Bad Wildbad községekkel határos.

## Népesség
A település népessége az elmúlt években az alábbi módon változott:
| Lakosok száma | 1327 | 1218 | 1249 | 1249 | 1348 | 1434 | 1404 |
|               | 1975 | 2017 | 2018 | 2019 | 2021 | 2022 | 2023 |